# Chain My Heart
Chain My Heart è un singolo del DJ tedesco Topic e della cantante statunitense Bebe Rexha, pubblicato l'11 giugno 2021.

## Descrizione
Chain My Heart è un brano dance composto in chiave di Si minore con un tempo di 124 battiti per minuto. È stato scritto da Bebe Rexha, A7S, Petter Tarland e Topic ed è stato prodotto da quest'ultimo. In merito al brano, Rexha ha affermato: "Chain My Heart parla di trovare qualcuno che catturi davvero il tuo cuore e non volerlo lasciare andare".

## Video musicale
In concomitanza con la pubblicazione del brano è stato pubblicato un lyric video su VEVO e YouTube. Il videoclip ufficiale, diretto da Jason Lester, è stato pubblicato il 13 luglio 2021.

## Tracce
Download digitale
1. Chain My Heart – 2:26

Download digitale - Remixes
1. Chain My Heart – 2:27
2. Chain My Heart (FRDY Remix) – 2:52
3. Chain My Heart (Dario Rodriguez Remix) – 2:11
4. Chain My Heart (MAEZTRO Remix) – 3:00
5. Chain My Heart (HUTS Remix) – 2:21

## Classifiche
| Classifica (2021) | Posizione massima |
| ----------------- | ----------------- |
| Germania          | 100               |